# ديانا (أسطورة)
ديانا (باللاتينية: Diana) وهي آلهة الصيد والقمر والولادة في الميثولوجيا الرومانية، وهي مرتبطة بالحيوانات والنباتات البرية ولديها القوة للتكلم والتحكم بها، ديانا تعادل الإلهة أرتميس في الميثولوجيا الاغريقية، هي من أصل إيطالي مستقل. كانت تعبد وتبجل في الديانة الرومانية القديمة، كما أنها تعبد اليوم أيضاً من قبل أتباع الويكا الدايانية كرمز للأنثوية، ديانا حسب المعتقد الروماني هي الإلهة العذراء للولادة والمرأة، وديانا هي واحدة من 3 آلهات أقسمن على عدم الزواج وهن مينيرفا وفستا.
ديانا هي إلهة عذراء وحامية للنساء في أثناء الولادة. تاريخيًا، شكلت ديانا ثالوثًا مع إلهين رومانيين آخرين: إجيريا حورية الماء، خادمتها ومساعدتها القابلة؛ وفيربيوس، إله الغابة.
تُبجل ديانا في الديانات الوثنية الجديدة المعاصرة، بما فيها الوثنية الرومانية الحديثة، وستيرغريا (شكل من أشكال السحر)، والويكا. نمت الأساطير المحيطة بديانا منذ العصور الوسطى وحتى العصر الحديث، مع تطور الفولكلور المرتبط بها، وتحوله في النهاية إلى ديانات وثنية حديثة، لتشمل قرين (لوسيفر) وابنة (أراديا)، وهما شخصيتان تعترف بهما التقاليد الحديثة أحيانًا. اعتُبرت ديانا في العصور القديمة والوسطى والحديثة، إلهة ثلاثية، دُمجت مع إلهة القمر (لونا/سيليني) وإلهة العالم السفلي (هيكات عادةً).

## وصفها

### باعتبارها إلهة الريف
تُعد شخصية ديانا شخصية معقدة، وتنطوي على عدد من السمات العتيقة. اعتُبرت ديانا أصلًا إلهة البرية والصيد، الذي كان رياضة أساسية في كل من الحضارة الرومانية واليونانية. أشادت النقوش الرومانية المبكرة لديانا بها باعتبارها صيادة وراعية الصيادين أساسًا. لاحقًا، في الفترة الهلنستية، أصبحت ديانا مقدسة ليس كإلهة الغابة البرية فحسب بل كإلهة الريف «الأليف»، أو villa rustica (البلدة الريفية)، كان تعظيمها شائعًا في الفكر والشعر اليوناني. طُبق هذا الدور المزدوج كإلهة كل من الحضارة والبرية، وبالتالي الريف المتحضر، لأول مرة على الإلهة اليونانية أرتميس (في شعر أناكريون في القرن الثالث قبل الميلاد مثلًا). وبحلول القرن الثالث الميلادي، بعد أن أصبح للنفوذ اليوناني تأثيرًا عميقًا على الدين الروماني، دُمجت ديانا بشكل كامل تقريبًا مع أرتميس واكتسبت العديد من سماتها، سواء في مجالاتها الروحية أو في وصف مظهرها. كتب الشاعر الروماني نيميسيانوس وصفًا نموذجيًا لديانا: لقد حملت قوسًا وجعبة مليئة بالسهام الذهبية، وارتدت عباءة ذهبية، ونصف حذاء أرجواني، وحزامًا بمشبك مرصع بالجواهر يثبت غلالتها، وصففت شعرها بضمه في شريط.
بحلول القرن الخامس الميلادي، بعد مرور آلاف السنين تقريبًا من دخول عبادتها إلى روما، كان ما يزال بإمكان الفيلسوف برقلس وصف ديانا بأنها «الوصي المعني بكل شيء ريفي، [التي] تقمع كل شيء ريفي وغير مزروع».

### باعتبارها إلهة ثلاثية
اعتبرت ديانا غالبًا إلهة ثلاثية، عُرفت باسم Diana triformis (ديانا ثلاثية الأشكال): ديانا ولونا وهيكات. ووفقًا المؤرخ س. م. غرين، «لم تكن هؤلاء آلهة مختلفة ولا دمجًا لآلهة مختلفة. فقد كُنَّ ديانا... ديانا الصيادة، ديانا إلهة القمر، ديانا إلهة العالم السفلي.» بُجّلت ديانا كإلهة ثلاثية في أواخر القرن السادس قبل الميلاد في بستانها المقدس على ضفاف بحيرة نيمي.
فسر أندرياس ألفولدي صورة على عملة جمهورية متأخرة بأنها ديانا اللاتينية «التي صُورت كوحدة ثلاثية مؤلفة من الصيادة الإلهية، وإلهة القمر وإلهة العالم السفلي، هيكات» اعتُرف بهذه العملة التي سكها بّي. أكوليوس لاريسكولوس عام 43 قبل الميلاد، على أنها تُشكل تصوير قديم لديانا نيمورينسيس. ومثلت أرتيميس مع القوس عند أحد الطرفين، ولونا-سيليني مع الزهور عند الطرف الآخر، وإلهة مركزية لا يمكن التعرف عليها فوريًا، يوحدن جميعهن بشريط أفقي. يسمح التحليل الأيقوني بإرجاع تاريخ هذه الصورة إلى القرن السادس الذي وجدت فيه نماذج إتروسكانية. تظهر العملة أن صورة عبادة الإلهة الثلاثية كانت ما تزال قائمة في لوكوس (بستان مقدس) نيمي في عام 43 قبل الميلاد. أطلق فيرجيل على بحيرة نيمي اسم Triviae lacus، بحيرة ديانا، (الإنيادة 7.516)، بينما أسماها هوراس montium custos nemoremque virgo («حارسة الجبال وعذراء نيمي») وdiva triformis («إلهة ثلاثية الأشكال»).
هناك رأسان في الحرم والمسرح الروماني في نيمي، يحوي كل منهما جوفًا في مؤخرته، يدعمان هذا التفسير لديانا الثلاثية العتيقة.

### باعتبارها إلهة مفترقات الطرق والعالم السفلي
كان أقدم لقب لديانا هو تريفيا (Trivia)، وتناولها فيرجيل وكتولوس والعديد غيرهم بهذه التسمية. تأتي كلمة «Trivia» من الكلمة اللاتينية trivium، «طريق ثلاثي»، وتشير إلى وصاية ديانا على الطرق، وخاصةً تقاطعات Y أو مفترقات الطرق الثلاثية. يحمل هذا الدور دلالة مظلمة وخطيرة نوعًا ما، إذ يشير مجازًا إلى الطريق للعالم السفلي. في مسرحية ميديا في القرن الأول الميلادي، تدعو ساحرة سينيكا الاسمية تريفيا لإلقاء تعويذة سحرية. تستحضر الإلهة الثلاثية ديانا وسيليني وهيكات، وتحدد أنها تحتاج قوى الأخيرة. وبالمثل، كتب شاعر القرن الأول هوراس عن تعويذة سحرية تستدعي قوة كل من ديانا وبروسربينا. يرتبط رمز مفترق الطرق بعدة جوانب من اختصاص ديانا. يمكن أن يرمز إلى المسارات التي قد يواجهها الصيادون في الغابة، المضاءة فقط بنور القمر المكتمل؛ يرمز هذا إلى اتخاذ خيارات «في الظلام» دون نور التوجيه.
أدى دور ديانا كإلهة للعالم السفلي، أو على الأقل إلهة إرشاد الناس بين الحياة والموت، إلى الخلط المبكر بينها وبين هيكات (وأحيانًا بروسربينا أيضًا). ومع ذلك، يبدو أن دورها كإلهة العالم السفلي كان شائعًا قبل النفوذ اليوناني القوي (رغم أن هيكات عُبدت في مستعمرة كوماي اليونانية المبكرة وكان لها بالتأكيد اتصالات مع اللاتين). تضمن مسرح في مذبحها في بحيرة نيمي حفرة ونفقًا كانا يسمحان للممثلين بالنزول بسهولة من أحد جوانب المسرح والصعود على الجانب الآخر، ما يشير إلى وجود صلة مع مراحل القمر ونزول إلهة القمر إلى العالم السفلي. يُحتمل أن جانبها المتصل بالعالم السفلي لم يكن له اسم مميز في عبادتها اللاتينية الأصلية، مثل اسم لونا لجانبهما المتصل بالقمر. ويرجع ذلك على ما يبدو إلى معارضة أو تحريم اللاتين الأوائل لتسمية آلهة العالم السفلي، وإلى حقيقة اعتقادهم أن العالم السفلي صامت، ما يمنع التسمية. ارتبطت هيكات، وهي إلهة يونانية تقترن بالحدود بين الأرض والعالم السفلي، بديانا كاسم لجانبها المتعلق بالعالم السفلي بعد النفوذ اليوناني.

### باعتبارها إلهة الولادة
اعتُبرت ديانا غالبًا إلهة مرتبطة بالخصوبة والولادة وحماية المرأة في أثناء الولادة. ربما نشأ هذا كامتداد لارتباطها بالقمر، الذي يُعتقد أن دوراته توازي الدورة الشهرية، والتي استُخدمت لتتبع الأشهر في أثناء الحمل. ترك المصلون في ضريحها في أريكتشيا، قرابين نذرية طينية للإلهة في أشكال رضع وأرحام، وقدم المعبد هناك رعاية للجراء والكلاب الحوامل. امتدت رعاية الرضع هذه أيضًا إلى تدريب الشباب والكلاب، خاصةً للصيد. سُميت ديانا في دورها كحامية للولادة، ديانا لوتشينا أو حتى جونو لوتشينا، بسبب تداخل اختصاصها مع اختصاص الإلهة جونو. ربما كان للقب جونو أصل مستقل أيضًا في انطباقه على ديانا، يحمل المعنى الحرفي «المساعدة» - وكان اسم جونو لوتشينا يعني «مساعدة الولادة».